# 高市順一郎
高市 順一郎（たかち じゅんいちろう、1939年3月7日 - ）は、詩人、英米文学者、桜美林大学名誉教授。

## 人物・来歴
徳島県生まれ。本名・岡順寛（よしひろ）。1964年広島大学大学院英文科修士課程修了、弘前大学教養部助教授。79‐80年ケンブリッジ大学客員研究員、92‐93年米国イェール大学大学院客員研究員。桜美林大学教授。2000年「ド・マン/ブルーム/デリダ 文学理論と究極の決定」で筑波大学文学博士。桜美林大を2009年定年退任、名誉教授。小山順一郎、ジョシュア・タカチの筆名を用いる。

## 著書
- 『千都子 詩集』小山順一郎 津軽書房 1969
- 『春秋ケンブリッヂ 詩的断想』花神社 1982
- 『オルフェの庭 詩集』花神社 1986
- 『夏のホメロス 詩集』花神社 1991
- 『愛の神饌』書肆青樹社 1994
- 『愛の在処 詩集』ジョシュア・タカチ,アンドゥルー・パーキン訳 思潮社 1998
- 『日の歌風の歌 詩集』思潮社 2004
- 『宇宙鏡』思潮社 2006
- 『詩の形象と霊知 シェイクスピア、キーツ、ポー、ワイルド、ホイットマン、ホプキンズ、エリオット』思潮社 2008
- 『樹の中の鐘 詩集』思潮社 2009
- 『エリオットの薔薇窓 高市順一郎詩集』思潮社, 2019.9

### 共編著
- 『演劇と映像芸術の新詩学』水落潔共編 演劇出版社(桜美林大学人文文化研究論集 1)　2004
- 『文化研究の新地平 グローバル時代の世界文化』 はる書房(桜美林大学人文文化研究論集 2) 2007
- 『シルヴィア・プラス愛と名声の神話』 思潮社 2007.9

### 翻訳
- リチャード・キャヴェンディッシュ『アーサー王伝説』晶文社 1983
- ハロルド・ブルーム『アゴーン <逆構築批評>の超克』晶文社 1986